# 黎水镇
黎水镇，是中华人民共和国重庆市黔江区下辖的一个乡镇级行政单位。

## 行政区划
黎水镇下辖以下地区：
华阳社区、黄泥村、黎水村、竹园村、新花村和长坪村。